# Línea 200 (EMT Madrid)
La línea 200 de la EMT de Madrid une el intercambiador de Avenida de América con el aeropuerto de Madrid-Barajas.

## Características
Esta línea une con pocas paradas el intercambiador multimodal de Avenida de América con el aeropuerto de Madrid-Barajas.
La línea se creó el 13 de noviembre de 2004, desde 1974 daba servicio al Aeropuerto la línea 89 desde la terminal subterránea de plaza de Colón pasando por la superficie junto al intercambiador de Avenida de América. La nueva línea 200 contaba con la novedad de ser de carácter convencional e integrada con el resto de las líneas de la EMT, teniendo validez para viajar en ella los títulos comunes del sistema de transporte de Madrid (Metrobús, abono de transportes, etc.). La anterior línea 89 tenía un precio superior.
No obstante, la línea 89 duró un tiempo más, hasta el 31 de enero de 2005, y a partir del día siguiente solo la línea 200 comunicaba el centro de Madrid con al aeropuerto.
Hasta la apertura de la Terminal 4, la línea se llamó Avenida de América - Aeropuerto, pasando a denominarse Avenida de América - Aeropuerto T1-T2-T3 tras la apertura de la Terminal 4 y creación de la línea 204. Hasta el 5 de noviembre de 2010 fue así y tenía circuito neutralizado por dentro del aeropuerto, pasando en un solo sentido por la calzada de llegada de las tres terminales y usando la parada de la Terminal 4 como cabecera de regulación.
A partir de dicha fecha, se fusionó con la línea 204 desapareciendo el circuito neutralizado, de modo que usa la calzada de salidas en un sentido y la de llegadas en otro y recupera la denominación original.
Debido a las obras de remodelación del intercambiador de Avenida de América, a partir de enero de 2012 la línea desplazó su cabecera en la dársena 18 del nivel -2 a la calle Príncipe de Vergara, n.º 102. Durante el periodo de obras, se creó una parada en superficie junto al acceso del intercambiador en el sentido de ida, en la propia Avenida de América con la calle Francisco Silvela. En el sentido de vuelta se crearon dos paradas adicionales (Avenida de América-Cartagena y Avenida de América-Francisco Silvela). Tras la finalización de las obras el 17 de septiembre de 2014, la terminal de autobuses subterránea recuperó su actividad normal pero las líneas de la EMT Madrid con cabecera en Avenida de América (incluida la línea 200) mantuvieron sus cabeceras en superficie considerándose aún como un cambio provisional. Finalmente, el 10 de febrero de 2015 las líneas mencionadas regresan a la terminal subterránea de autobuses, ocupando la línea 200 la dársena 11 y suprimiendo las paradas provisionales que se crearon con motivo de la salida del intercambiador de la línea. Sólo se ha mantenido la parada 5788 como cabecera de la línea en los servicios que presta antes de las 6:00, pues el intercambiador no abre hasta esa hora.
La retirada de los históricos Mercedes-Benz Citaro Facelift diésel de numeración 4623-4628, titulares de la línea desde inicios de la década de 2010, tuvo lugar el 30 de diciembre de 2022. Este hecho supuso que la línea 200 fuera la última en seguir utilizando autobuses propulsados por diésel/biodiésel y que tras la retirada de estos autobuses, la EMT fuera la primera empresa de autobuses urbanos de una gran ciudad en toda Europa en no utilizar ningún autobús diésel, siendo todos los autobuses propulsados por gas natural comprimido o por baterías eléctricas. En la tabla de la línea se ve el contraste entre ambos modelos de autobús.

## Horarios
| Lunes a viernes laborables              |                                 |                                 |                                 |                                 |                                 |                                 |                                 |                                 |                                 |                                 |                                 |                                 |                                 |                                 |                                 |                                 |                                 |                                 |                                 |                                 |                                 |                                 |                                 |                                 |                                 |                                 |                                 |                                 |                                 |                                 |                                 |                                 |                                 |                                 |                                 |                                 |                                 |
| Avenida de América > Aeropuerto         | Avenida de América > Aeropuerto | Avenida de América > Aeropuerto | Avenida de América > Aeropuerto | Avenida de América > Aeropuerto | Avenida de América > Aeropuerto | Avenida de América > Aeropuerto | Avenida de América > Aeropuerto | Avenida de América > Aeropuerto | Avenida de América > Aeropuerto | Avenida de América > Aeropuerto | Avenida de América > Aeropuerto | Avenida de América > Aeropuerto | Avenida de América > Aeropuerto | Avenida de América > Aeropuerto | Avenida de América > Aeropuerto | Avenida de América > Aeropuerto | Avenida de América > Aeropuerto | Avenida de América > Aeropuerto | Aeropuerto > Avenida de América | Aeropuerto > Avenida de América | Aeropuerto > Avenida de América | Aeropuerto > Avenida de América | Aeropuerto > Avenida de América | Aeropuerto > Avenida de América | Aeropuerto > Avenida de América | Aeropuerto > Avenida de América | Aeropuerto > Avenida de América | Aeropuerto > Avenida de América | Aeropuerto > Avenida de América | Aeropuerto > Avenida de América | Aeropuerto > Avenida de América | Aeropuerto > Avenida de América | Aeropuerto > Avenida de América | Aeropuerto > Avenida de América | Aeropuerto > Avenida de América | Aeropuerto > Avenida de América | Aeropuerto > Avenida de América |
| 05                                      | 06                              | 07                              | 08                              | 09                              | 10                              | 11                              | 12                              | 13                              | 14                              | 15                              | 16                              | 17                              | 18                              | 19                              | 20                              | 21                              | 22                              | 23                              | 05                              | 06                              | 07                              | 08                              | 09                              | 10                              | 11                              | 12                              | 13                              | 14                              | 15                              | 16                              | 17                              | 18                              | 19                              | 20                              | 21                              | 22                              | 23                              |
| 00 20 40                                | 00 12 24 36 48                  | 00 12 24 36 48                  | 01 14 26 39 52                  | 04 17 30 43 56                  | 10 23 37 50                     | 03 16 29 42 55                  | 18 21 34 47                     | 00 13 26 39 52                  | 06 20 34 48                     | 02 16 30 44 58                  | 12 26 40 54                     | 08 23 37 51                     | 06 21 36 51                     | 05 19 33 47                     | 01 14 28 41 54                  | 08 21 35 49                     | 03 17 31 48                     | 05 30                           | 10 30 48                        | 06 24 38 52                     | 05 18 30 42 54                  | 06 18 31 44 56                  | 09 22 34 47                     | 00 13 26 39 52                  | 05 18 31 44 57                  | 10 23 36 49                     | 02 15 28 41 54                  | 08 22 36 50                     | 04 18 32 46                     | 00 14 28 42 56                  | 10 24 38 53                     | 07 21 36 51                     | 06 20 34 48                     | 02 16 30 43 56                  | 09 22 35 48                     | 02 16 30 44 58                  | 14 30                           |
| Sábados laborables, domingos y festivos |                                 |                                 |                                 |                                 |                                 |                                 |                                 |                                 |                                 |                                 |                                 |                                 |                                 |                                 |                                 |                                 |                                 |                                 |                                 |                                 |                                 |                                 |                                 |                                 |                                 |                                 |                                 |                                 |                                 |                                 |                                 |                                 |                                 |                                 |                                 |                                 |                                 |
| Avenida de América > Aeropuerto         | Avenida de América > Aeropuerto | Avenida de América > Aeropuerto | Avenida de América > Aeropuerto | Avenida de América > Aeropuerto | Avenida de América > Aeropuerto | Avenida de América > Aeropuerto | Avenida de América > Aeropuerto | Avenida de América > Aeropuerto | Avenida de América > Aeropuerto | Avenida de América > Aeropuerto | Avenida de América > Aeropuerto | Avenida de América > Aeropuerto | Avenida de América > Aeropuerto | Avenida de América > Aeropuerto | Avenida de América > Aeropuerto | Avenida de América > Aeropuerto | Avenida de América > Aeropuerto | Avenida de América > Aeropuerto | Aeropuerto > Avenida de América | Aeropuerto > Avenida de América | Aeropuerto > Avenida de América | Aeropuerto > Avenida de América | Aeropuerto > Avenida de América | Aeropuerto > Avenida de América | Aeropuerto > Avenida de América | Aeropuerto > Avenida de América | Aeropuerto > Avenida de América | Aeropuerto > Avenida de América | Aeropuerto > Avenida de América | Aeropuerto > Avenida de América | Aeropuerto > Avenida de América | Aeropuerto > Avenida de América | Aeropuerto > Avenida de América | Aeropuerto > Avenida de América | Aeropuerto > Avenida de América | Aeropuerto > Avenida de América | Aeropuerto > Avenida de América |
| 05                                      | 06                              | 07                              | 08                              | 09                              | 10                              | 11                              | 12                              | 13                              | 14                              | 15                              | 16                              | 17                              | 18                              | 19                              | 20                              | 21                              | 22                              | 23                              | 05                              | 06                              | 07                              | 08                              | 09                              | 10                              | 11                              | 12                              | 13                              | 14                              | 15                              | 16                              | 17                              | 18                              | 19                              | 20                              | 21                              | 22                              | 23                              |
| 00 20 40                                | 00 15 30 45                     | 00 15 30 45                     | 00 15 30 45                     | 00 15 30 45                     | 00 15 30 45                     | 00 16 32 48                     | 04 20 36 52                     | 08 24 40 56                     | 12 28 44                        | 00 15 30 45                     | 00 15 30 45                     | 00 15 30 45                     | 00 15 30 45                     | 00 15 30 45                     | 00 15 30 45                     | 00 15 30 45                     | 00 15 31 48                     | 05 30                           | 10 30 48                        | 06 24 40 56                     | 11 26 41 56                     | 11 26 41 56                     | 11 26 41 56                     | 11 26 41 56                     | 02 27 43 59                     | 15 31 47                        | 03 19 35 51                     | 07 23 39 55                     | 11 26 41 56                     | 11 26 41 56                     | 11 26 41 56                     | 11 26 41 56                     | 11 26 41 56                     | 11 26 41 56                     | 11 26 41 56                     | 11 26 42 58                     | 14 30                           |

## Recorrido y paradas

### Sentido Aeropuerto
La línea inicia su recorrido en la dársena 11 del intercambiador subterráneo de la estación de Avenida de América; sin embargo, los servicios que parten de Avenida de América antes de las 6 de la mañana comienzan su recorrido en la parada 5788 en superficie, en la Avenida de América, n.º 4, puesto que el intercambiador no está abierto. En Avenida de América la línea tiene conexión con varias líneas de autobús urbanas y líneas interurbanas del corredor 2, además de poseer conexión con cuatro líneas del Metro de Madrid. Continúa por la A-2 en dirección a la periferia.
Circulando por la misma tiene una primera parada bajo el Puente de la Cea, que da servicio a los barrios de San Pascual y San Juan Bautista (Ciudad Lineal). Después tiene otra parada en la Glorieta de Canillejas. En esta zona tiene correspondencia con las líneas 77, 88, 101, 105, 114, 115, 140, 151 y 165, existe correspondencia con la estación de Canillejas y tienen su cabecera cerca las líneas interurbanas 211, 212, 213, 256, 827 y 828 además de ser esta parada de paso para las líneas interurbanas que circulan por la A-2.
Poco después la línea abandona la A-2 para tomar la autovía M-14 en dirección al Aeropuerto de Madrid-Barajas, donde tiene paradas frente a las terminales 1 y 2 en la calzada de salidas y vuelve a salir a la citada autovía para llegar hasta la Terminal 4, donde tiene su cabecera en la calzada de llegadas.
NOTA: La parada indicada en azul sustituye a la parada del intercambiador en los servicios de las 05:00, 05:20 y 05:40 en sentido Aeropuerto.
| Código | Denominación EMT      | Denominación completa                             | Ubicación                       | Líneas de la parada                                                     | Metro / Cercanías   |
| ------ | --------------------- | ------------------------------------------------- | ------------------------------- | ----------------------------------------------------------------------- | ------------------- |
| 4244 * | Avenida de América    | Intercambiador de Avenida de América - Dársena 11 | Avenida de América Nº13         | 200                                                                     | Avenida de América  |
| 5788 * | Avenida de América    | Avenida de América - Calle de Francisco Silvela   | Avenida de América Nº4          | 72 200 N4 261 282 N202                                                  | Avenida de América  |
| 1284   | Puente de CEA         | Avenida de América - Calle de Arturo Soria        | A-2 km. 5,4                     | 115 200 N4 222 223 224 224A 226 227 229 281 282 283 284 N202 VAC-243    |                     |
| 5617   | Canillejas            | Canillejas                                        | Calle de Josefa Valcárcel Nº152 | 165 200 N4 222 223 224 224A 226 227 229 261281 282 283 284 N202 VAC-243 | Canillejas          |
| 3539   | Aeropuerto T1-Salidas | Aeropuerto T1 - Salidas                           | Avenida de la Hispanidad S/Nº   | 101 200 Exprés Aeropuerto                                               |                     |
| 4853   | Aeropuerto T2-Salidas | Aeropuerto T2 - Salidas                           | Avenida de la Hispanidad S/Nº   | 101 200 Exprés Aeropuerto 824                                           | Aeropuerto T1-T2-T3 |
| 3649   | Aeropuerto T4         | Avenida de la Hispanidad - Aeropuerto T4          | Avenida de la Hispanidad Nº1    | 200                                                                     | Aeropuerto T4       |

### Sentido Avenida de América
El recorrido de vuelta es igual al de ida pero en sentido contrario exceptuando que tiene una parada más (junto a la Terminal 3) y que el paso por las terminales 1, 2 y 3 es a través de la calzada de llegadas en lugar de la calzada de salidas.
| Código | Denominación EMT       | Denominación completa                      | Ubicación                     | Líneas de la parada                                                  | Metro / Cercanías   |
| ------ | ---------------------- | ------------------------------------------ | ----------------------------- | -------------------------------------------------------------------- | ------------------- |
| 3649   | Aeropuerto T4          | Avenida de la Hispanidad - Aeropuerto T4   | Avenida de la Hispanidad Nº1  | 200                                                                  | Aeropuerto T4       |
| 4707   | Aeropuerto T3          | Aeropuerto T3                              | Avenida de la Hispanidad S/Nº | 101 200                                                              |                     |
| 3542   | Aeropuerto T2-Llegadas | Aeropuerto T2 - Llegadas                   | Avenida de la Hispanidad S/Nº | 101 200 Exprés Aeropuerto 824                                        | Aeropuerto T1-T2-T3 |
| 5195   | Aeropuerto T1-Llegadas | Aeropuerto T1 - Llegadas                   | Avenida de la Hispanidad S/Nº | 101 200                                                              |                     |
| 1293   | Canillejas             | Avenida de América - Canillejas            | Avenida de Logroño Nº4        | 101 105 114 115 151 200                                              | Canillejas          |
| 1285   | Puente de CEA          | Avenida de América - Calle de Arturo Soria | Avenida de América km. 6,4    | 115 200 222 223 224 224A 226 227 229 261281 282 283 284 N202 VAC-243 |                     |
| 4244   | Avenida de América     | Intercambiador de Avenida de América       | Avenida de América Nº13       | Descenso en las dársenas 8 y 9                                       | Avenida de América  |